# Сое Валдес
Сое Валдес (на испански: Zoé Valdés) е кубинска сценаристка, поетеса и писателка на произведения в жанра драма и любовен роман. Обявена е от Фидел Кастро за $враг на революцията" и прогонена от родината си заради начина, по който обрисува съвременна Куба в романите си.

## Биография и творчество
Сое Валдес е родена на 2 май 1959 г. в Хавана, Куба. Под въздействието на баба си, която ѝ чете поезия, започва да пише стихотворения като тийнейджърка. Учи във Висшия педагогически институт „Енрике Хосе Варона“, но напуска преди да завърши. После постъпва във Филологическия факултет на Университета в Хавана, където учи до втората година, и завършва образованието си в Алианс Франсез в Париж.
В периода 1984-1988 г. работи в кубинската делегация към ЮНЕСКО и към културния отдел на кубинското посолство в Париж.
После следва сценаристика в Кубинския институт за кинематографично изкуство и индустрия. През 1990 г. тя пътува до САЩ, за да започне да снима сценария си за филма „Vidas paralelas“, но после снимките са преместени във Венецуела.
В периода 1990 – 1995 г. е редактор на списание „Cine Cubano“ (Кубинско кино) в Хавана и пише киносценарии.
Първата ѝ стихосбирка „Respuestas para vivir“ (Отговори на живо) е издадена през 1981 г. и печели награда за поетичен дебют. Първият ѝ лиричен роман „Sangre azul“ (Синя кръв) е издаден през 1993 г.
Между 1993 г. и 1994 г. романа си „Всекидневното нищо" и чрез свой познат журналист изнася тайно ръкописа от Куба. През 1995 г. той е публикуван в Париж и става събитие за френския литературен живот. След публикуването му писателката живее в изгнание във Франция заедно със съпруга си Рикардо Вега и дъщеря си. Книгите ѝ са забранени в Куба, а тя става противник на режима на Фидел Кастро.
Сое Валдес е автор на редица романи и стихосбирки, сътрудничи на престижни издания в Испания и Франция като „El País“, „El Mundo“, „El Semanal“, „Qué leer“, „Elle“, „Vogue“, „Le Monde“, „Libération“, „Le Nouvel Observateur“, „Beaux Arts“, „Les Inrockuptibles“. Получава множество литературни награди, сред които награда „Планета“ през 1996 г. за романа „Te di la vida entera“ (Цял живот за тебе дадох).
През 1997 г. получава испанско гражданство. Член е на журито на филмовия фестивал в Кан през 1998 г.
Писателката е считана за част от класиците на кубинската литература и за един от най-силните гласове на новата постмодерна женска проза.
Сое Валдес живее с дъщеря си в Париж.

## Произведения

### Поезия
- Respuestas para vivir (1981)
- Todo para una sombra (1985) – награда „Тайфа“
- Vagón para fumadores (1986)
- Los poemas de la Habana (1997)
- Cuerdas para el lince (1999)
- Breve beso de la espera (2002)
- Anatomía de la mirada (2009)
- El beso de la extranjera (2019)

### Романи
- Sangre azul (1993)
- La hija del embajador (1995)
- La nada cotidiana (1995)
Всекидневното нищо, изд.: „Жанет 45“, София (2011), прев. Майя Илиева
- Cólera de ángeles (1996)
- Te di la vida entera (1996) – награда „Планета“
- Café Nostalgia (1997)
- Traficantes de belleza (1998)
- Querido primer novio (1999)
- El pie de mi padre (2000)
- Milagro en Miami (2001)
- Lobas de mar (2003)
- La eternidad del instante (2004)
- Bailar con la vida (2006)
- La ficción Fidel (2008)
- El todo cotidiano (2010)
- El ángel azul (2012)
- La mujer que llora (2013) – награда „Азорин“
- La Habana, mon amour (2015)
- The Weeping Woman (2016)
- La noche al revés. Dos historias cubanas (2016)
- Et la terre de leur corps (2017)
- La salvaje inocencia (2018)
- La casa del placer (2019)

### Детска литература
- Los aretes de la luna (1999)
- Luna en el cafetal (2003)

### Екранизации
- 1991 A fuego lento
- 1993 Vidas paralelas
- 2001 L'érotisme vu par... – документален ТВ сериал, 1 епизод